# Mud (film)
Mud is een Amerikaanse dramafilm uit 2012, geschreven en geregisseerd door Jeff Nichols. De hoofdrollen worden gespeeld door Matthew McConaughey, Tye Sheridan, Sam Shepard en Reese Witherspoon. 

## Verhaal
Twee tieners uit Arkansas, Ellis en Neckbone, vinden op een eiland in de Mississippi een boot boven in een boom. Er blijkt al iemand in te wonen, en ze ontmoeten Mud, die uit de streek afkomstig is en op de vlucht is voor de politie. Mud wil zijn vriendin Juniper terugvinden en met haar vertrekken. Mud vertelt dat hij een man vermoord heeft die Juniper zwanger gemaakt had en haar van een trap afgeduwd heeft waardoor ze het kind verloren heeft en onvruchtbaar is geworden. De jongens besluiten Mud te helpen om de boot los te krijgen.
De jongens zien Juniper in de plaatselijke supermarkt, en ze volgen haar. Als Ellis haar probeert te verdedigen tegen een man die haar slaat, slaat de man hem een blauw oog. 
King Carver, de vader van de man die Mud vermoord heeft, komt aan in het dorp. Hij betaalt de politie voor inlichtingen en verzamelt een aantal huurlingen om Mud dood te schieten. 
Ondertussen gaat het niet goed tussen de ouders van Ellis, en ze dreigen hun woonboot te verliezen en naar de stad te moeten. Ellis wordt verliefd op een ouder meisje, May Pearl. Mud vraagt Tom Blankenship, een vaderfiguur uit zijn jeugd, om hulp, maar deze weigert. 
Juniper besluit niet met Mud mee te gaan, en Ellis wordt teleurgesteld als May Pearl hem afwijst. Als Ellis door een slang gebeten wordt, brengen Mud en Neckbone hem naar het ziekenhuis. Mud wordt herkend en als hij Ellis thuis gaat bezoeken komen Carver en zijn bende het huis omsingelen. Mud redt Ellis, en probeert weg te duiken, maar wordt nog net geraakt voor hij het water raakt. 
De ouders van Ellis gaan uit elkaar en hun boot wordt afgebroken. Ellis krijgt weer hoop als hij in de stad leuke meisjes ziet. Mud blijkt nog te leven en is door Tom opgepikt. Samen varen ze de Mississippi af naar de Golf van Mexico.

## Rolverdeling
- Matthew McConaughey als Mud
- Tye Sheridan als Ellis
- Sam Shepard als Tom Blankenship
- Reese Witherspoon als Juniper
- Jacob Lofland als Neckbone
- Michael Shannon als Galen
- Joe Don Baker als King
- Ray McKinnon als Senior
- Sarah Paulson als Mary Lee
- Paul Sparks als Carver
- Stuart Greer als Miller
- Michael Abbott Jr. als James
- Bonnie Sturdivant als May Pearl